# Sociaal verhuurkantoor
Een sociaal verhuurkantoor of SVK huurt woningen op de private huurmarkt om ze daarna te verhuren aan woonbehoeftige alleenstaanden en gezinnen. In tegenstelling tot de andere sociale verhuurders in Vlaanderen, de sociale huisvestingsmaatschappij (SHM), bezitten sociale verhuurkantoren dus geen eigen patrimonium. HUURpunt vzw is de federatie van de sociale verhuurkantoren in Vlaanderen. 
Op 1 januari 2023 zullen de sociale verhuurkantoren en sociale huisvestingsmaatschappijen moeten samengaan bij de vorming van 'woonmaatschappijen'.

## Geschiedenis
Het gedachtegoed is ontstaan in Groot-Brittannië. In Vlaanderen zijn de SVK's zijn eind de jaren zeventig van de vorige eeuw ontstaan in de welzijnssector, vaak uit OCMW's die kwetsbare personen met een hoge woonnood wilden helpen. De sector kende de grootste groei diep in de tweede helft van de twintigste eeuw. Sinds 2012 behoort de ondersteuning van de SVK's tot het takenpakket van de Vlaamse Maatschappij voor Sociaal Wonen

## Werking
Een SVK heeft geen inkomsten uit de verhuring: het bedrag dat het krijgt van de huurder, dient om de huurprijs aan de eigenaar te betalen. De huurder moet dus evenveel betalen aan het SVK dan wat het SVK moet betalen aan de eigenaar. Om de huurprijs van de huurder toch enigszins te drukken, zullen SVK’s onderhandelen met de eigenaar over een zo laag mogelijke huurprijs. Bovendien kunnen veel huurders bij een SVK genieten van een huursubsidie. SVK's die erkend zijn door de Vlaamse Minister van Wonen worden gesubsidieerd als ze aan een aantal voorwaarden voldoen. Die subsidie is bedoeld voor het dekken van de personeels- en werkingskosten van de SVK’s.